# غافين كير
غافين كير (بالإنجليزية: Gavin Kerr)‏ هو لاعب اتحاد الرغبي بريطاني، ولد في 3 أبريل 1977 في نيوكاسل أبون تاين في المملكة المتحدة.

## وصلات خارجية
- غافين كير على موقع دوري الرغبي الممتاز (الإنجليزية)
- غافين كير عل موقع إسبنسكروم (الإنجليزية)
- غافين كير على موقع ItsRugby.co.uk (الإنجليزية)